# Пражешти (Њамц)
Пражешти (рум. Prăjești) насеље је у Румунији у округу Њамц у општини Секујени. Oпштина се налази на надморској висини од 313 m.

## Становништво
Према подацима из 2002. године у насељу је живело 110 становника, од којих су сви румунске националности.